# Andalucía Libre
Andalucía Libre fue una revista política, cultural y de actualidad de ámbito andaluz publicada entre 1977 y 1982, vinculada al Partido Socialista de Andalucía (PSA).
En las páginas de la revista, de acentuado carácter político, colaboraron autores como Javier Aroca, Manuel Prados, Enrique Iniesta, José Luis Ortiz de Lanzagorta y Manuel Ruiz Lagos. 
Tuvo como antecedentes a la publicación homónima sevillana de 1932 y a Alianza, órgano de difusión de Alianza Socialista de Andalucía (ASA), publicada en 1976. En noviembre de 1976 ya se publicó un número de Alianza bajo el título Andalucía Libre.
Continuó la tradición de las revistas andalucistas de principios del siglo XX como Bética (1913), El Ideal Andaluz (1915), Andalucía (1916), Avante (1920), Guadalquivir (1923), Crítica (1931) y Amanecer (1933).